# 小行星3823
小行星3823（英語：3823 Yorii）是一颗围绕太阳公转的小行星。1988年3月10日，M. Arai、H. Mori在寄居町发现了此天体。
这颗小行星的绝对星等为15.76695等。